# Stipendium till Harry Martinsons minne
Stipendium till Harry Martinsons minne utdelas av Svenska Akademien och utgår ur Karin och Arthur Elgstrands donationsfond, överlämnad till Akademien 1988. Det utdelas vartannat år och avser varannan gång förtjänstfull litterär verksamhet och varannan gång värdefulla insatser för svenska språket. Stipendiebeloppet är 70 000 svenska kronor (2017).

## Mottagare
- 1991 – Lars Lundkvist
- 1993 – Edvin Lagman
- 1995 – Roland Svensson
- 1997 – Mirja Saari
- 1999 – Ingrid Arvidsson
- 2001 – Lars Wollin
- 2003 – Jacques Werup
- 2005 – Martin Gellerstam
- 2007 – John Ajvide Lindqvist
- 2009 – Kerstin Nordenstam
- 2011 – Magnus Florin[1]
- 2013 – Lars-Olof Delsing[2]
- 2015 – Kjell Johansson
- 2017 – Gunlög Josefsson[3]
- 2019 – Helena Granström[4]
- 2021 – Per Ledin[5]
- 2023 – Karl Daniel Törnkvist[6]

### Fotnoter
1. ↑  ”Stipendium till Harry Martinsons minne”. Svenska Akademien. Arkiverad från originalet den 19 september 2012. https://archive.is/20120919001735/http://www.svenskaakademien.se/information/pressinformation/2011/stipendium-till-harry-martinsons-minne. Läst 9 juni 2012.
2. ↑  ”Stipendium till Harry Martinsons minne”. Svenska Akademien. http://www.svenskaakademien.se/information/pressinformation/2013/stipendium-till-harry-martinsons-minne. Läst 29 januari 2015.[död länk]
3. ↑  ”Stipendium till Harry Martinsons minne | Svenska Akademien”. www.svenskaakademien.se. https://www.svenskaakademien.se/press/stipendium-till-harry-martinsons-minne-4. Läst 14 september 2018.
4. ↑  ”Stipendium till Harry Martinsons minne | Svenska Akademien”. www.svenskaakademien.se. https://www.svenskaakademien.se/press/stipendium-till-harry-martinsons-minne-5. Läst 19 december 2019.
5. ↑  ”Högtidssammankomst 2021 | Svenska Akademien”. www.svenskaakademien.se. https://www.svenskaakademien.se/akademien/sammankomster/hogtidssammankomsten/hogtidssammankomst-2021. Läst 21 december 2021.
6. ↑  ”Högtidssammankomst 2023 | Svenska Akademien”. www.svenskaakademien.se. https://www.svenskaakademien.se/svenska-akademien/sammankomster/hogtidssammankomsten/2023. Läst 30 december 2023.